# 平目孝志
平目 孝志（ひらめ たかゆき、1960年1月5日 - 2013年8月9日）は、北海道沙流郡門別町（現・日高町）出身の元騎手・元調教助手。

## 経歴
1975年の高校入学を控えた春休みに近隣の牧場主から誘われ、栗東・諏訪佐市厩舎で騎手候補生となる。1976年の正月に諏訪との諍いから殴り合いを演じ、一時は実家に戻ったが、騎手養成課程の教官に説得されて戻り、中山・二本柳一馬厩舎に移籍。このため、諏訪と確執が発生し、一時は絶縁状態となり、関西所属騎手としての活躍は幻に終わったが、後日に諏訪と改めて面会し、和解している。
1981年にデビューし、1年目の同年は3月1日の中山第3競走4歳未勝利・カミノジュピター（13頭中8着）で初騎乗 を果たすと、4月29日の東京第1競走4歳未勝利・マルゴグローリで初勝利 を挙げる。第1回ジャパンカップが行われた11月22日の東京では第4競走3歳新馬をガーベラターフ、準メイン第8競走4歳以上400万下をオンワードカチドキで勝利して初の1日2勝を挙げ、初年度は7勝をマーク。
3年目の1983年には8月6日・7日の新潟で初の2日連続勝利を挙げ、自己最多で自身唯一の2桁勝利となる24勝をマーク。朝日杯3歳ステークスではオンワードカメルンに騎乗し、マリキータ・リキサンパワーを抑えてハーディービジョンの3着に入った。
1984年にはオンワードカメルンで新潟記念3着、セントライト記念ではシンボリルドルフの2着、福島記念ではスズパレードの3着に入った。
1987年から1991年には5年連続5勝以上をマークするが、1992年から1994年には3年連続で4勝に留まる。
1992年からはアミサイクロンの主戦騎手を務め、全58戦中50戦に騎乗し、重賞勝ちを含む4勝全てを平目の手綱で挙げた。
1992年11月東京の3歳未勝利をアタマ差、1993年11月東京の500万下をクビ差勝利。1994年は2月東京の900万下で16頭中14番人気ながら2着に入って枠連・馬連万馬券の波乱を演出すると、続く3月中山の900万下では4着までハナ差の接戦を勝利。夏は福島芝1200mのTUF杯2着、新潟芝1400mのNST賞3着、秋はダートに戻った中山の利根川特別3着と続けて好走し、1995年には夏の福島芝1200mの磐梯山特別をアタマ差勝利。1996年のマーチステークスでは14頭中14番人気ながらメンバー最軽量50kgを活かして逃げ切り、単勝10,060円・馬連88,960円の大波乱を起こす。人馬共に唯一の重賞勝利 となったが、アミサイクロンにとっては最後の勝利となり、平目は同年の初勝利であった。
1996年9月21日の中山第4競走4歳未勝利・ベルグエイシが最後の勝利、オンワードカメルン産駒オンワードチェストに騎乗した1997年11月29日のステイヤーズステークス（13頭中13着）がラストライドとなり、11月30日付で現役を引退。
引退後は二本柳一厩舎の調教助手となり、二本柳の定年後は1998年に開業した根本康広厩舎の最初の調教助手として所属。
2013年8月、函館出張中に馬房内において自殺とみられる状態（縊死）で発見された。53歳没。

## 騎手成績
| 通算成績 | 1着 | 2着 | 3着 | 4着以下 | 出走回数 | 勝率 | 連対率 |
| -------- | --- | --- | --- | ------- | -------- | ---- | ------ |
| 平地     | 95  | 115 | 122 | 1478    | 1810     | .052 | .116   |
| 障害     | 0   | 0   | 1   | 8       | 9        | .000 | .000   |
| 計       | 95  | 115 | 123 | 1486    | 1819     | .052 | .116   |

主な騎乗馬
- アミサイクロン（1996年マーチステークス）